# Nadodrze (Wrocław)

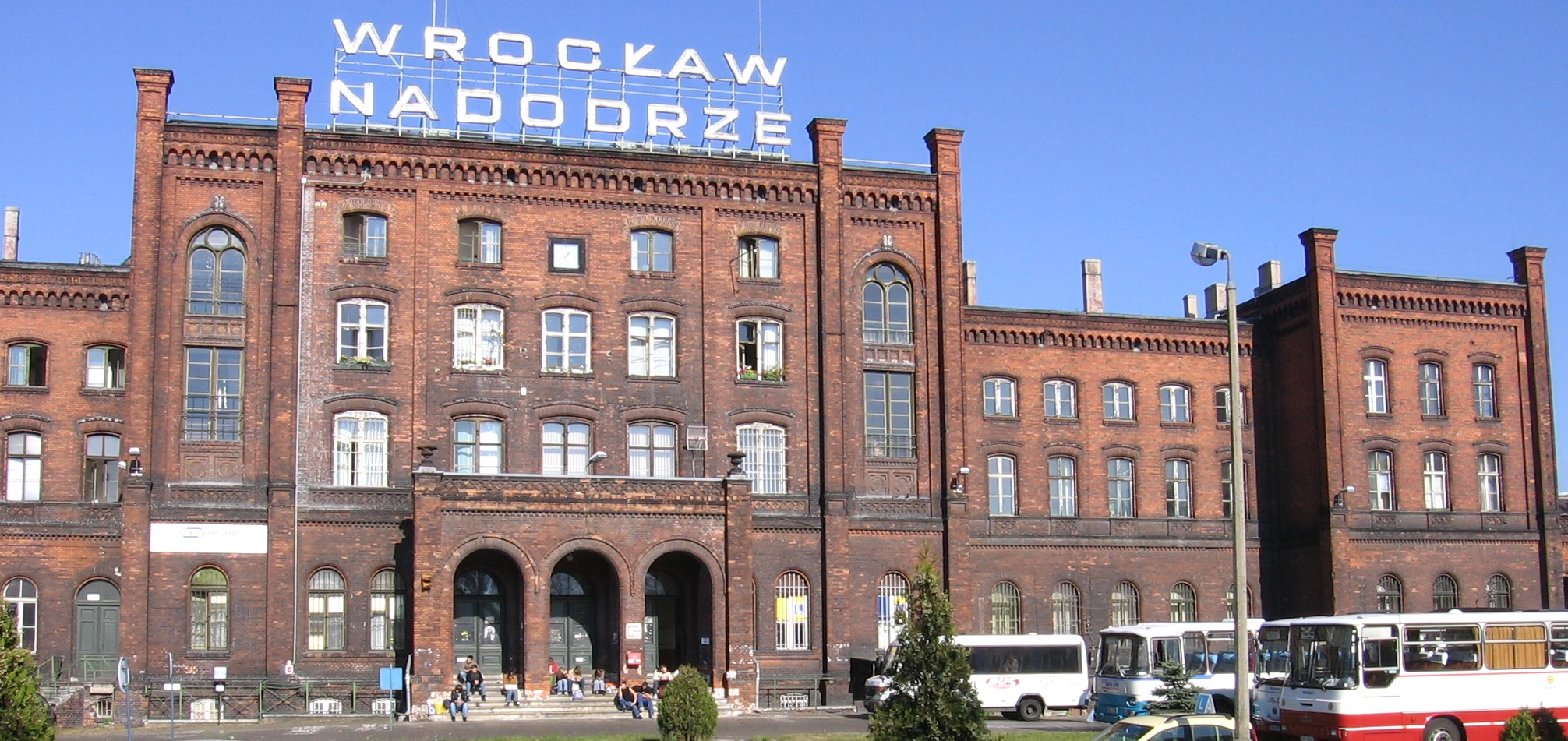
dworzec Wrocław Nadodrze

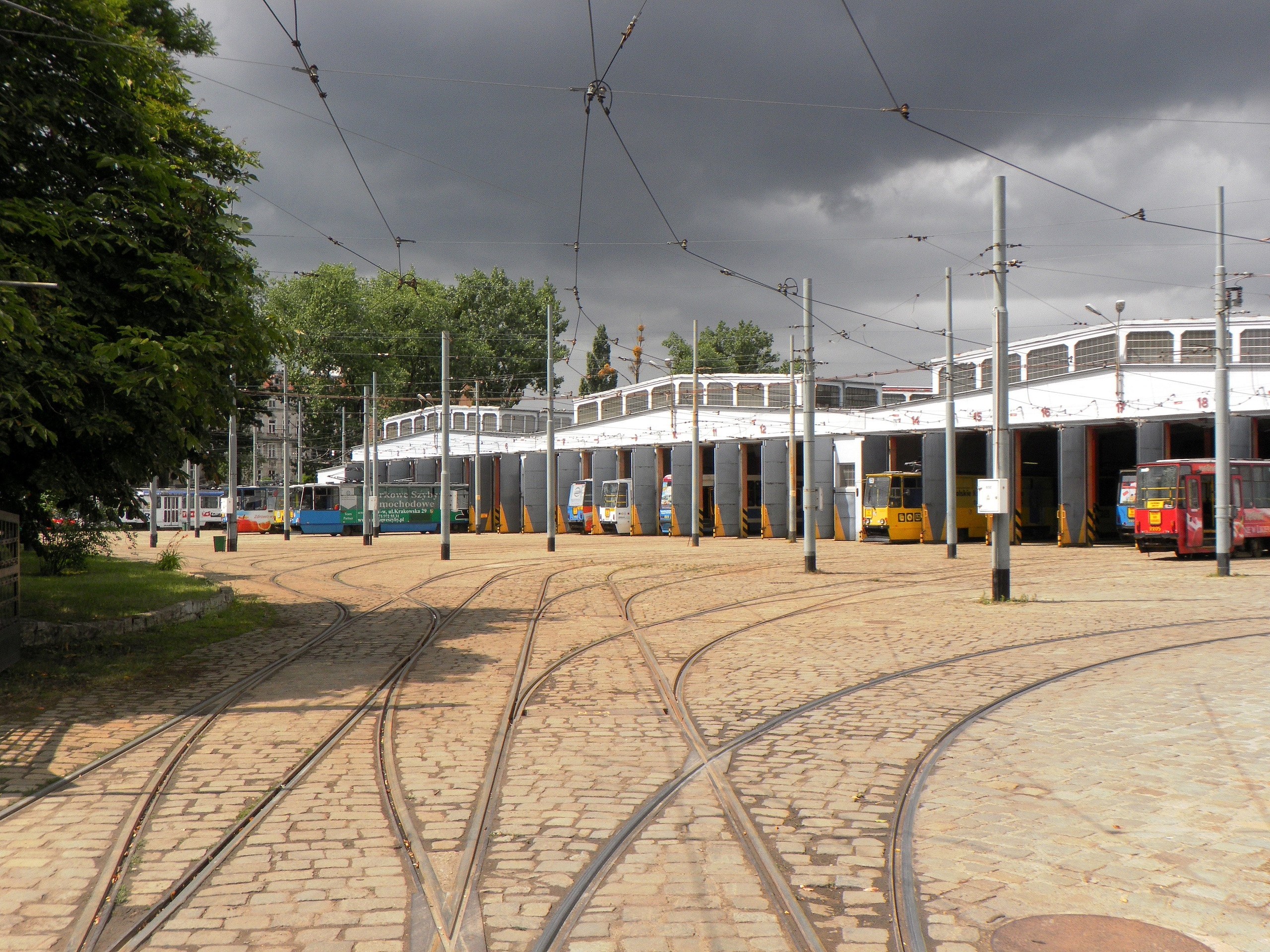
Wrocław, zespół zajezdni tramwajowej Ołbin

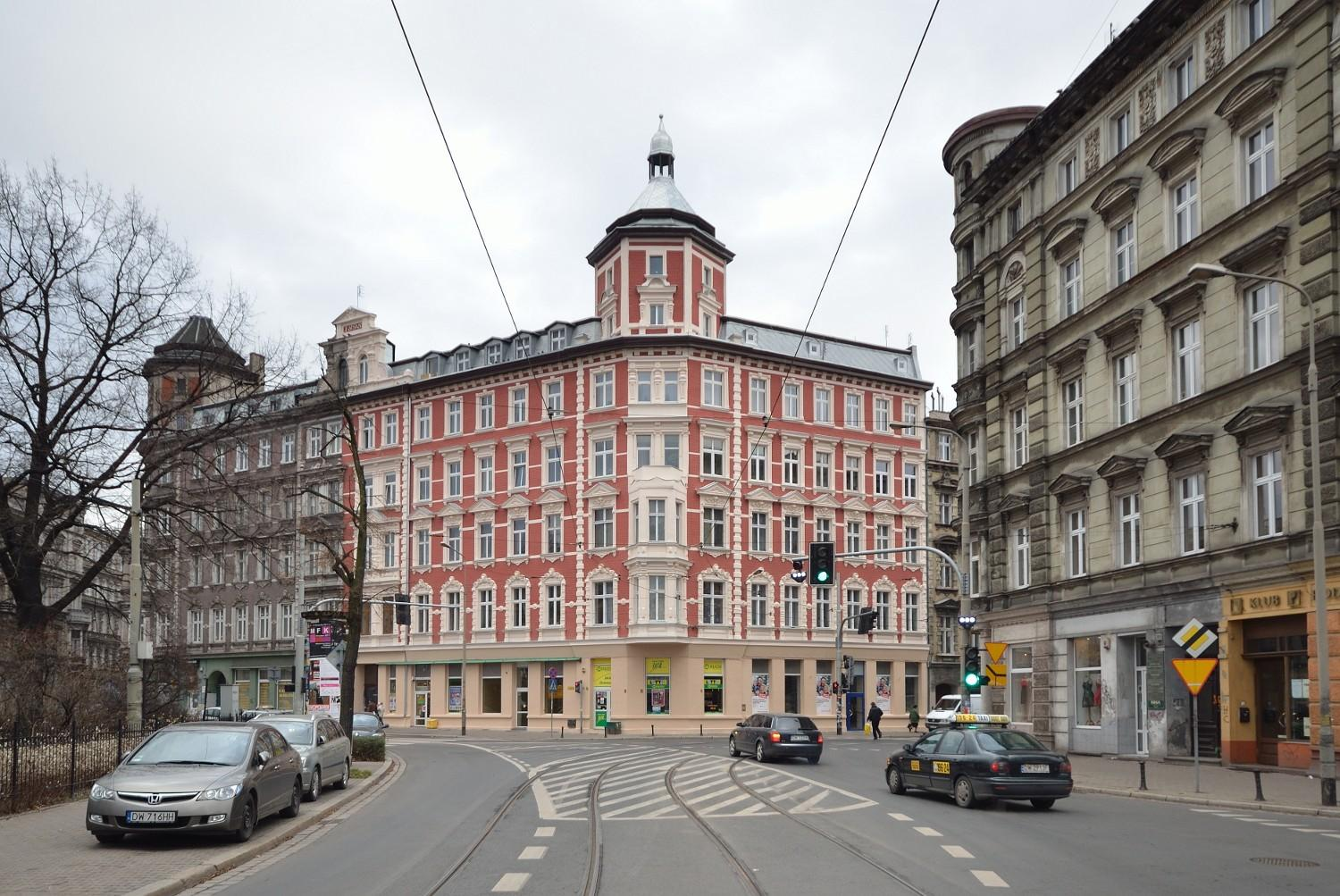
Plac św. Macieja – wyremontowana w połowie kamienica nr 1-2.

Nadodrze – osiedle we Wrocławiu, wydzielone w 1991 z większego wrocławskiego osiedla – Ołbina – leżącego teraz od niego na wschód; graniczy też (na północy) z Kleczkowem, na zachodzie z lokowanym w średniowieczu Starym Miastem. Nadodrze, leżące na terenach nazywanych „Przedmieściem Odrzańskim” (niem. Oder Vorstadt) zostało włączone w granice miasta w 1808, po zburzeniu fortyfikacji miejskich.
Nadodrze jak i pozostałe północne dzielnice Wrocławia zostało nieznacznie uszkodzone w trakcie działań wojennych, dzięki czemu w pierwszych latach po wojnie stało się „tymczasowym centrum miasta”. Na Nadodrze w połowie kwietnia 1945 r. przybyli członkowie polskiej grupy administracyjnej skupionej wokół Bolesława Drobnera – pierwszego powojennego prezydenta Wrocławia. Ich tymczasową siedzibę stanowiły trzy niezniszczone budynki przy obecnej ul. Poniatowskiego 25/27 (niem. Blücherstrasse), na których w dniu przybycia do Wrocławia zawieszono godło i biało-czerwony sztandar. Wkrótce w okolicy uruchomiona została pierwsza piekarnia, a u zbiegu obecnych ulic Jedności Narodowej (niem. Matthiasstrasse) i Poniatowskiego utworzono stołówki dla pracowników Zarządu Miejskiego. Na Nadodrzu szybko zaczęły powstawać liczne sklepy, prywatne warsztaty usługowe, a także siedziba Wojewódzkiego Urzędu Informacji i Propagandy oraz Komenda Powiatowa Milicji Obywatelskiej.
W granicach osiedla Nadodrze znajduje się odrzańska wyspa – Kępa Mieszczańska – a z ważniejszych obiektów infrastruktury miejskiej: dworzec kolejowy Wrocław Nadodrze, zajezdnia tramwajowa nr 2 przy ul. Słowiańskiej oraz Elektrociepłownia Wrocław. Siedziba Rady Osiedla Nadodrze mieści się przy ul. Rydygiera 43. W 2017 w granicach Nadodrza mieszkało około 25 tysięcy osób.
Ośrodkiem wsparcia działań na rzecz rozwoju Nadodrza jest „Łokietka 5 – Infopunkt Nadodrze”. Zajmuje się on animacją kultury, koordynuje kontakt mieszkańców z urzędami, skupia różnorodne środowiska funkcjonujące na Nadodrzu.
Jedną z nowych atrakcji turystycznych Nadodrza stały się "kolorowe podwórka" przy ulicy Roosevelta 14-16. Dzieło ("niemural") będące połączeniem ceramiki, malarstwa oraz rzeźby to wspólny wysiłek miejscowych mieszkańców w kooperacji z wrocławskimi artystami oraz studentami ASP. Mierzy 250 metrów długości i zajmuje powierzchnię 1200 metrów kwadratowych. Kolorowe podwórka pojawiły się także przy ul. Roosevelta 5A. Znajdują się tam portrety mieszkańców, rajski ogród oraz zwierzęta, m.in. psy, koty i ryby.